# Невское сельское поселение
Невское сельское поселение — упразднённое муниципальное образование в Солецком муниципальном районе Новгородской области России. С 12 апреля 2010 года входит в Выбитское сельское поселение.
Административным центром была деревня Невское.
Территория сельского поселения располагалась на западе Новгородской области, в восточной части Солецкого района, по обоим берегам реки Шелонь.
Невское сельское поселение было образовано в соответствии с законом Новгородской области от 11 ноября 2005 года № 559-ОЗ.

## История
В 1471 году в районе нынешних деревень Скирино и Велебицы на берегу реки Шелони произошла Шелонская битва, предрешившая конец Новгородской республики.

## Населённые пункты
На территории сельского поселения были расположены 16 населённых пунктов (деревень): Белец, Большое Данилово, Велебицы, Дедково, Залесье, Крючково, Мирная, Михалкино, Невское, Новая, Песочки, Подберезье, Скирино, Смехново, Хвойная, Чудинцевы Горки.

## Транспорт
По левобережной части территории прежнего муниципального образования проходит автодорога А116, на правобережной — автодорога в Выбити.